# سیارک ۱۷۱۴۶۵
سیارک ۱۷۱۴۶۵ (به انگلیسی: 171465 Evamaria، نامگذاری:6847P-L) صد و هفتاد و یک هزار و چهارصد و شصت و پنجمین سیارک کشف شده‌است که در ۲۴ سپتامبر ۱۹۶۰ کشف شد.